# 茅野有料道路
茅野有料道路（ちのゆうりょうどうろ）は、かつて長野県道路公社が管理していたあけぼの隧道を中心とする有料道路であった。中央自動車道開通に伴い増加した蓼科高原・霧ヶ峰方面へ観光に向かう自動車の引き起こす、茅野市街地での渋滞解消を目的に造られた。地元では100円道路と呼ばれ、料金抵抗を理由に有料道路を迂回する車両による事故が多発していた。建設費の償還期間中ではあったが、一般道の交通量を減少させるため、残債を茅野市が支払うことにより、当初計画より早く無料開放された。

## 概要
- 起点 長野県茅野市ちの大清水
- 終点 長野県茅野市塚原1丁目
- 全長 672.2m（トンネル部は312.0m）
- 道路区分 道路構造令・第4種第2級
- 車道幅員 6.0m
- 全幅
  - 道路部 16.0m
  - トンネル部 8.5m
- 車線数 2車線
- 設計速度 50km/h
- 建設事業費 25億8000万円

## 沿革
- 1980年8月15日 事業認可
- 1984年3月30日 供用開始
- 1986年11月14日 身体障害者割引開始
- 1989年3月28日 消費税転嫁に伴う料金改定
- 1996年3月26日 消費税5%化に伴う料金改定
- 2002年4月1日 無料開放